# Region Ancash
Region Ancash – region na północy Peru. Od północy graniczy z regionem La Libertad, Huánuco i Pasco na wschodzie, oraz z Lima na południu i Pacyfikiem na zachodzie. Stolicą regionu Ancash jest miasto Huaraz, natomiast największym miastem i portem – Chimbote. Nazwa regionu pochodzi z języka keczua, co oznacza niebieski.

## Podział administracyjny regionu
Region podzielony jest na 20 prowincji, które obejmują 166 dystryktów.
| Prowincja                 | Stolica prowincji | Liczba dystryktów | UBIGEO |
| ------------------------- | ----------------- | ----------------- | ------ |
| Huaraz                    | Huaraz            | 12                | 0201   |
| Aija                      | Aija              | 5                 | 0202   |
| Antonio Raymondi          | Llamellín         | 6                 | 0203   |
| Asunción                  | Chacas            | 2                 | 0204   |
| Bolognesi                 | Chiquián          | 15                | 0205   |
| Carhuaz                   | Carhuaz           | 11                | 0206   |
| Carlos Fermín Fitzcarrald | San Luis          | 3                 | 0207   |
| Casma                     | Casma             | 4                 | 0208   |
| Corongo                   | Corongo           | 7                 | 0209   |
| Huari                     | Huari             | 16                | 0210   |
| Huarmey                   | Huarmey           | 5                 | 0211   |
| Huaylas                   | Caraz             | 10                | 0212   |
| Mariscal Luzuriaga        | Piscobamba        | 8                 | 0213   |
| Ocros                     | Ocros             | 10                | 0214   |
| Pallasca                  | Cabana            | 11                | 0215   |
| Pomabamba                 | Pomabamba         | 4                 | 0216   |
| Recuay                    | Recuay            | 10                | 0217   |
| Santa                     | Chimbote          | 9                 | 0218   |
| Sihuas                    | Sihuas            | 10                | 0219   |
| Yungay                    | Yungay            | 8                 | 0220   |

## Dodatkowe informacje
| Klimat                     | Ciepły, półtropikalny                                                                                    |
| Temperatura                | Średnia roczna 16.2 °C (61.2 °F)                                                                         |
| Sieć drogowa               | 4,429 km (2,752 mil)                                                                                     |
| Analfabetyzm               | 21% |
| Śmiertelność niemowląt     | 43 na tysiąc                                                                                             |
| Odległości między miastami | Huaraz - Lima, 408 km (254 mil) Huaraz - Trujillo, 335 km (208 mil) Huaraz - Cajamarca, 636 km (395 mil) |